# Рава-Мазовецка
Ра́ва-Мазове́цка, Ра́ва-Мазове́цкая (пол. Rawa Mazowiecka) — город в Польше, входит в Лодзинское воеводство, Равский повят. Имеет статус городской гмины. Занимает площадь 14,28 км². Население — 16 090 человек (на 2022 год).

## Руины замка мазовецких князей
В 1355 году началось строительство каменного замка князей Мазовии. Замок построен, вероятно, князем Земовитом III. Изначально был оборонительным пунктом Черского княжества, затем княжества Плоцка. С 1455—1462 годов резиденция независимого княжества Равия. В 1462 года Рава был включён в состав Королевства Польского.
В 1507 году случился большой пожар, но два года спустя началась реконструкция и укрепление замка.
Во время шведского вторжения в Польшу, замок был завоёван и частично взорван. В 1776 году были предприняты попытки собрать средства на восстановление замка, однако, они не увенчались успехом. К концу XVIII века замок был окончательно заброшен. Вскоре, по приказу прусского правительства, начался снос стен замка с целью получения строительного материала. Разбор крепости был прекращён в 1820 году после создания Королевства Польского.

В 1954—1958 годах реконструирована часть башни.

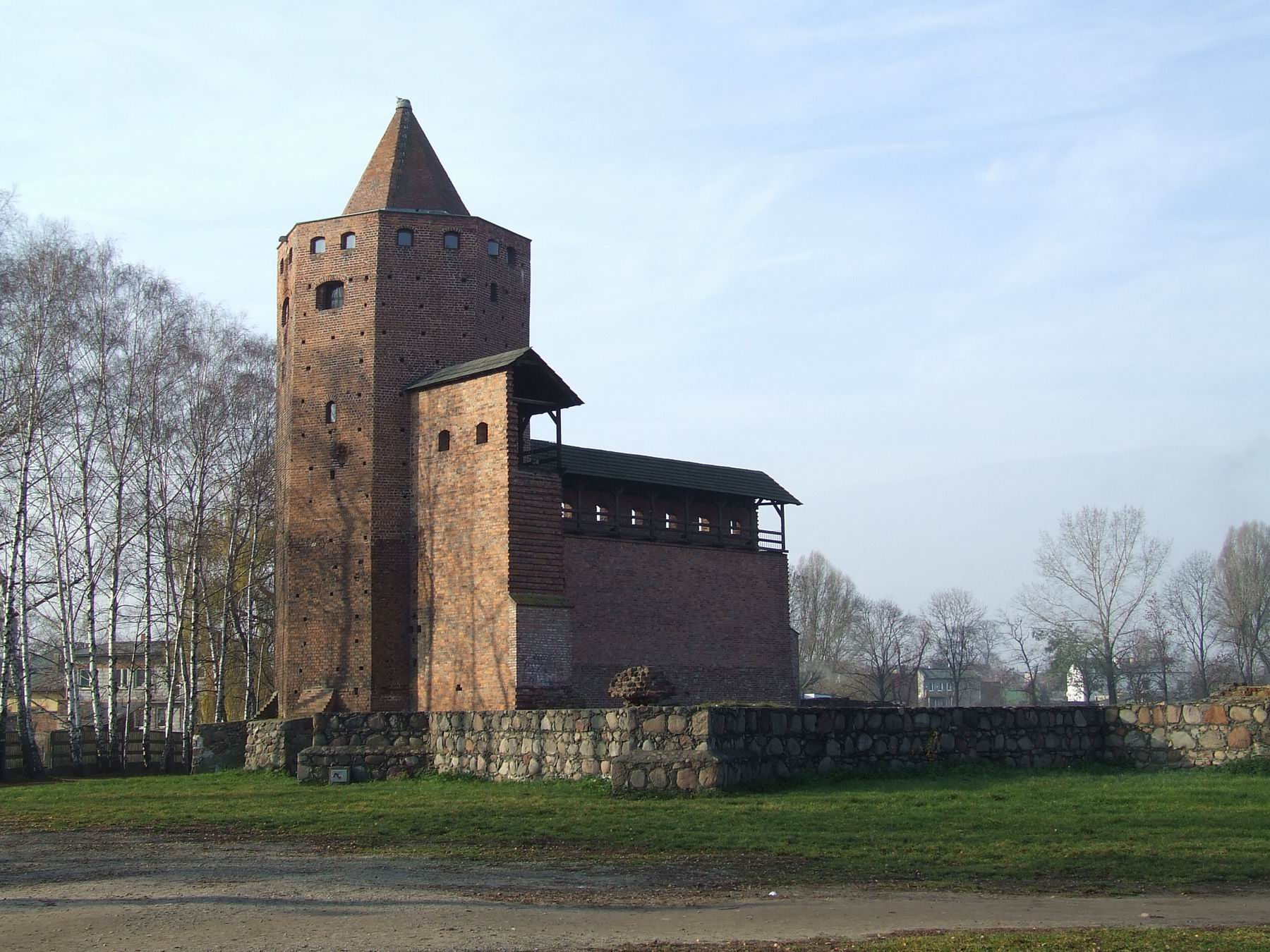
Руины замка Князь Мазовии, 2006 год

## Демография
Изменение численности населения города

## Города побратимы
- Ньирбатор, Венгрия